# Episódio pluvial do Carniano
O Episódio Pluvial do Carniano (CPE), frequentemente chamado de Evento Pluvial Carniano, foi um período de grandes mudanças no clima global que coincidiu com mudanças significativas na vida da Terra, tanto nos oceanos quanto em terra firme. Ele ocorreu durante a parte final do estágio Carniano, uma subdivisão do final do período Triássico, e durou cerca de 1 a 2 milhões de anos (aproximadamente entre 234 e 232 milhões de anos atrás).
O CPE corresponde a um episódio significativo na evolução e diversificação de muitos grupos de seres vivos que são importantes hoje. Entre eles estão alguns dos primeiros dinossauros (que incluem os ancestrais das aves), os lepidosauros (os ancestrais das cobras e lagartos modernos) e os mammaliaformes (ancestrais dos mamíferos). No ambiente marinho, viu-se o aparecimento dos primeiros cocólitos e dinoflagelados entre os microplânctons. Estes últimos estão ligados à rápida diversificação dos corais escleractíneos, graças ao estabelecimento de zooxantelas simbióticas dentro deles. O CPE também marcou a extinção de muitas espécies de invertebrados aquáticos, especialmente entre os amonoides, briozoários e crinoides.
Evidências do Episódio Pluvial Carniano (CPE) são encontradas em camadas de sedimentos do Carniano em todo o mundo, tanto em ambientes terrestres quanto marinhos. Em terra, o clima árido predominante em grande parte do supercontinente Pangeia mudou brevemente para um clima mais quente e úmido, com um aumento significativo de chuvas e escoamento. Nos oceanos, houve uma redução na deposição de minerais carbonáticos. Isso pode refletir a extinção de muitos organismos formadores de carbonato, mas também pode ser devido a um aumento na profundidade de compensação do carbonato, abaixo da qual a maioria das conchas de carbonato se dissolve, deixando poucas partículas de carbonato no fundo do oceano para formar sedimentos.
A mudança climática durante esse evento é refletida em mudanças químicas nas camadas do Carniano, sugerindo que o aquecimento global era prevalente na época. Essa mudança climática está provavelmente ligada à erupção de extensos basaltos de inundação quando o Terreno Wrangellia se juntou à extremidade noroeste da Placa norte-americana.

## História e nomenclatura do termo
Distúrbios ambientais e altas taxas de extinção foram observados em sedimentos do estágio Carniano muito antes de se propor uma perturbação climática global. Em 1974, Schlager e Schöllnberger chamaram a atenção para uma camada siliciclástica escura de que interrompeu abruptamente um longo período de deposição de carbonato nos Alpes de Calcário do Norte. Eles chamaram essa "virada" estratigráfica de Reingrabener Wende, também conhecida como evento de Reingraben ou evento de Raibl. Várias formações terrestres do Carniano (como o Schilfsandstein da Alemanha e vários membros do Grupo Argiloso da Mércia do Reino Unido) são intervalos de sedimentos fluviais ricos em argila caulinítica e detritos vegetais, apesar de terem sido depositados entre camadas mais áridas. Palinomorfos adaptados à umidade em New Brunswick, topografia cárstica no Reino Unido e uma excursão de isótopos de carbono em Israel foram todos relatados no meio do Carniano antes de 1989. A fronteira entre Juliano-Tuvaliano (=Carniano Inferior/Superior) teve altas taxas de extinção entre muitos invertebrados marinhos, enquanto uma extinção entre vertebrados terrestres foi sugerida para ocorrer no final do Carniano.
Em 1989, Michael J. Simms e Alastair H. Ruffell publicaram um artigo que combinou diversas observações em uma nova hipótese, apontando para um período de aumento de chuvas coincidente com mudanças ecológicas significativas no meio do Carniano. O artigo foi inspirado por uma conversa entre Simms e Ruffell em 10 de novembro de 1987 na Universidade de Birmingham. Nessa conversa, Ruffell conectou sua pesquisa sobre mudanças litológicas no Grupo Argiloso da Mércia com a pesquisa de Simms sobre a extinção dos crinoides.
Um ponto chave da hipótese deles era que as evidências usadas para demonstrar a mudança climática eram completamente independentes das evidências de mudanças biológicas; fósseis não foram usados para inferir a mudança climática. A perturbação climática que eles hipotetizaram, e que chamaram de episódio pluvial Carniano, foi considerada inicialmente como resultado de instabilidade oceânica e/ou vulcânica relacionada ao início da separação de Pangeia. No entanto, naquela época, faltavam evidências diretas para isso.
Simms e Ruffell publicaram vários outros artigos nos anos seguintes, mas sua hipótese não foi amplamente aceita. Uma crítica forte de Visscher et al. (1994) argumentou que o pólen adaptado à aridez permaneceu abundante durante todo o Carniano na Alemanha, sugerindo que o Schilfsandstein indicava apenas um sistema fluvial invasor, e não uma mudança climática generalizada. Essa crítica também cunhou o termo "evento pluvial Carniano", que eventualmente se tornou um dos nomes mais amplamente utilizados para a perturbação climática.
A obscuridade da hipótese de Simms e Ruffell começou a se dissipar no final dos anos 2000, à medida que mais estudos em locais do Carniano na Itália forneceram suporte adicional. O interesse pela hipótese aumentou significativamente após uma reunião e um workshop sobre o clima do Triássico, realizado em 2008 no Museu da Natureza do Tirol do Sul, em Bolzano, Itália. No entanto, mesmo com a aceitação crescente da natureza global do Episódio Pluvial Carniano (CPE), sua causa ainda era muito debatida no início da década de 2010. Até a nomenclatura não era consensual, com vários autores utilizando nomes como "intermezzo úmido do meio Carniano", "episódio úmido do Carniano", "fase pluvial do Carniano" e "crise do Carniano".
Registros de isótopos de carbono e ósmio publicados nos anos seguintes apoiaram uma forte ligação entre as perturbações climáticas do Carniano e a grande província ígnea de Wrangellia, mas muitas perguntas permanecem sem resposta. Um workshop geológico focado no CPE foi realizado em 2018 no Instituto Hanse-Wissenschaftskolleg (HWK) para Estudos Avançados em Delmenhorst, Alemanha. O workshop tinha como objetivo estimular mais pesquisas sobre os mecanismos, impacto e estratigrafia do CPE, além de sua relevância para a compreensão das mudanças climáticas atuais. Também tentou padronizar a nomenclatura do CPE, rejeitando descrições como "evento" (tipicamente aplicadas a processos geológicos com duração inferior a um milhão de anos) ou "meio Carniano" (um termo nebuloso sem equivalente geológico claro).

## Evidência geológica

### Clima durante o episódio pluvial Carniano
O episódio pluvial Carniano introduziu condições significativamente mais úmidas em todo o mundo, interrompendo o clima árido característico do final do período Triássico. Essa umidade estava relacionada ao aumento das chuvas durante o CPE, cujas evidências incluem:
- sedimento siliciclástico (alto conteúdo de sílica) em bacias sedimentares, indicando um alto nível de intemperismo continental e de escoamento;
- conduítes cársticos significativos (cavernas) em afloramentos de calcário Paleozóico abaixo da discordância terrestre do final do Triássico. (o contexto topográfico dessas cavernas é consistente com uma idade Carniana,[32] embora alguns aleguem uma idade Reciana com base na ocorrência localizada de microfósseis[33])
- desenvolvimento de paleossolos hísticos (solo que consiste principalmente de materiais orgânicos) e espódicos (subsolo preto, marrom-avermelhado a marrom-escuro), solos fósseis típicos de um clima tropical úmido, onde mais água entra por meio da precipitação do que sai por evapotranspiração;
- assembleias palinológicas higrófitas (pólen fóssil) que refletem uma vegetação mais adaptada a um clima úmido;
- presença de âmbar.[34]

Este clima geralmente úmido do CPE foi periodicamente interrompido por climas mais secos típicos do resto do período Triássico Superior.
O aquecimento global prevaleceu durante o evento pluvial Carniano. Isso é evidenciado por análises de isótopos de oxigênio realizadas em apatita de conodontes do CPE, que mostram um desvio negativo de aproximadamente 1,5‰ no isótopo estável δ18O, sugerindo um aquecimento global de 3-4 °C durante o CPE e/ou uma mudança na salinidade da água do mar. Este aquecimento provavelmente se deve à intensa atividade vulcânica na época, evidenciada por tendências nos isótopos de carbono ao longo do CPE.
Esta atividade vulcânica, por sua vez, provavelmente estava relacionada à formação da Grande Província Ígnea de Wrangellia na mesma época, que gerou vastas quantidades de rochas ígneas (vulcânicas) que foram acrescidas à extremidade noroeste da Placa Norte-Americana (agora as Montanhas Wrangell, Alasca, e uma camada estimada de 6 km de espessura sob a maior parte da Ilha de Vancouver).
Há evidências de euxinia no leito marinho (baixos níveis de oxigênio e altas concentrações tóxicas de sulfeto) durante o CPE. Os calcários são enriquecidos em íons de manganês perto do topo da Formação Zhuganpo, no sul da China. Íons de manganês são concentrados e solúveis em águas profundas euxínicas, mas precipitam-se em carbonatos na base da zona oxigenada. O aumento das concentrações de manganês indica uma redução da zona oxigenada e uma expansão correspondente da água euxínica (=anóxico, ou seja, sem oxigênio).

## Efeitos nas plataformas carbonáticas
No início do CPE, houve uma mudança acentuada nas formas das plataformas carbonáticas a oeste do Mar de Tétis. Plataformas altas, principalmente isoladas e pequenas, cercadas por encostas íngremes, típicas do início do Carniano, foram substituídas por plataformas de baixa elevação com encostas suaves (ou seja, rampas). Essa transformação está relacionada a uma grande mudança na comunidade biológica responsável pela precipitação de carbonato de cálcio (também conhecida como "fábrica de carbonato"). A comunidade biológica altamente produtiva, dominada principalmente por bactérias (fábrica M), que produzia carbonato nas plataformas altas, foi substituída por uma comunidade menos produtiva dominada por moluscos e metazoários (fábricas C-T).
No bloco ao sul da China, o desaparecimento das plataformas carbonáticas está associado à deposição de sedimentos típicos de ambientes anóxicos (folhelhos negros). Devido aos baixos níveis de oxigênio, restos de animais muitas vezes foram bem preservados em depósitos sedimentares chamados Lagerstätten. Esses Lagerstätten são ricos em crinoides e répteis, como ictiossauros.

## Evidências geoquímicas

### Carbono
O CPE é marcado por perturbações nos ciclos geoquímicos, especialmente no ciclo do carbono. Sedimentos correspondentes ao início do episódio mostram uma variação significativa de –2 a –4‰ no δ13C, indicando a liberação do isótopo leve de carbono, o carbono-12, na atmosfera. Esta variação foi mencionada pela primeira vez em carbonatos em Israel e, posteriormente, detalhada em fragmentos de madeira carbonizada nas Dolomitas. Foi confirmada em diversos sedimentos à base de carbono por toda a Europa e Ásia. Avaliações estratigráficas mais precisas de afloramentos europeus identificaram essa variação em três ou possivelmente quatro pulsos principais, que ocorreram do final do Juliano ao início do Tuvaliano. Cada pulso pode ser associado a um intervalo de sedimentação anormal em terra e no mar. A terceira variação, na fronteira entre Juliano e Tuvaliano, está relacionada a grandes extinções de amonoides e conodontes.

### Ósmio
Folhelhos noruegueses e chertes japoneses da fronteira Ladiniano-Carniano mostram uma mudança significativa na proporção dos isótopos de ósmio na água do mar. A abundância relativa de ósmio-187 em relação ao ósmio-188 diminui fortemente durante a maior parte do Juliano antes de se recuperar e estabilizar no Tuvaliano. Essa queda é atribuída às fases iniciais da Grande Província Ígnea de Wrangellia, que enriqueceram o oceano com ósmio-188. O ósmio-188 vem preferencialmente do manto terrestre, enquanto o ósmio-187 é um isótopo radiogênico fornecido pela erosão das terras.

### Mercúrio
Nos Alpes, concentrações moderadas a altas de mercúrio ocorrem junto com as perturbações no ciclo do carbono, pouco antes da interrupção sedimentar que marca o CPE. Esses picos de mercúrio aparecem em folhelhos bem oxigenados, o que significa que não são consequência de flutuações de potencial redox. A proporção de mercúrio em relação ao carbono orgânico é mais forte e ocorre mais cedo em áreas correspondentes a ambientes marinhos abertos. Embora esses picos de mercúrio não estejam correlacionados com indicadores de escoamento terrestre, esse escoamento poderia ajudar a manter altas concentrações de mercúrio no oceano durante o CPE. A explicação mais simples é que o mercúrio veio inicialmente de um pulso de atividade vulcânica, especialmente da Grande Província Ígnea de Wrangellia. Isso reforça ainda mais a hipótese de uma causa vulcânica para o episódio pluvial Carniano. Picos de mercúrio também são encontrados junto com perturbações no ciclo do carbono em sedimentos marinhos e lacustres na China. Esses picos de mercúrio não apresentam sinais de fracionamento independente de massa, o que significa que a distribuição de seus isótopos é mais consistente com uma origem vulcânica e deposição atmosférica.

## Consequências biológicas

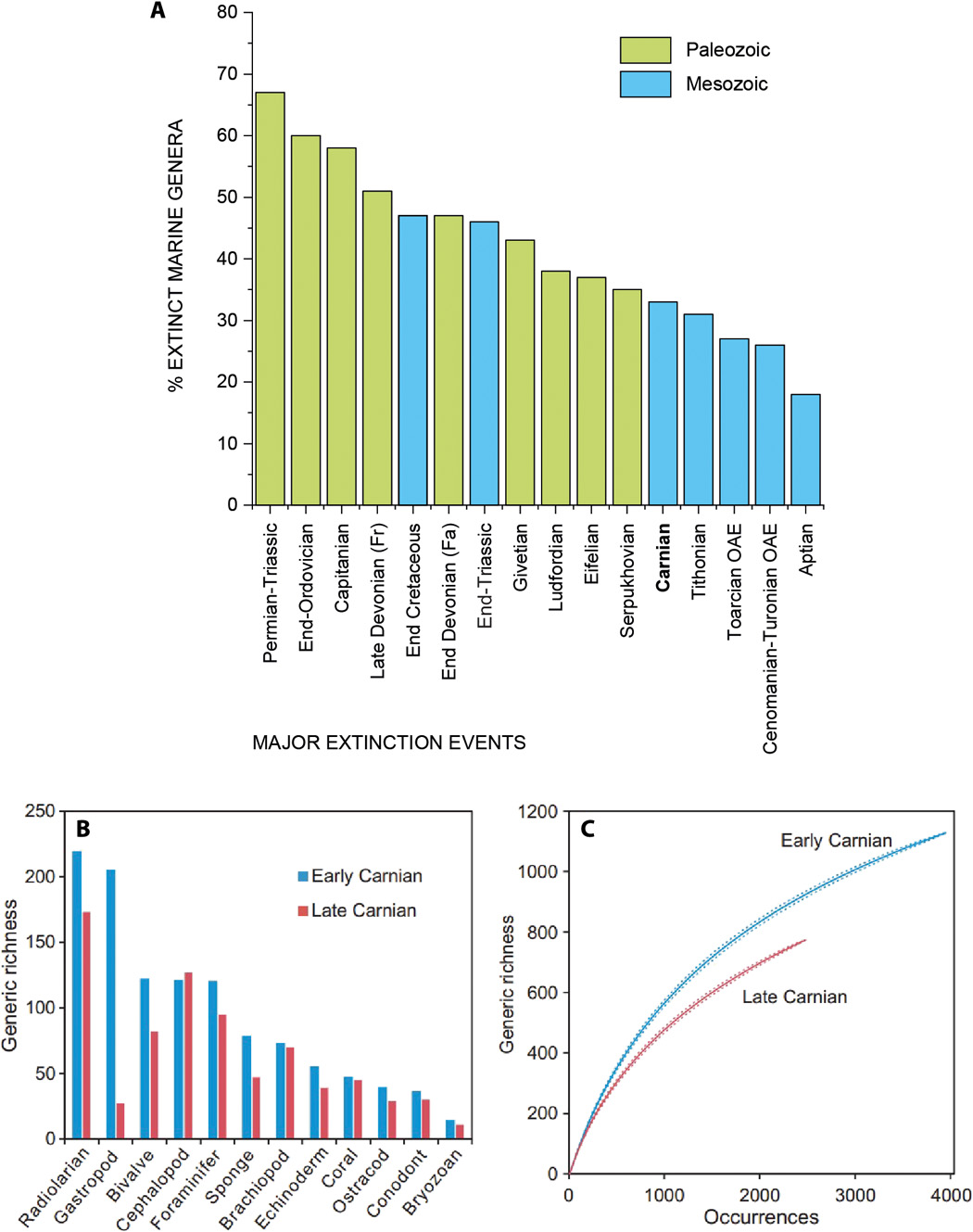
Extinções marinhas
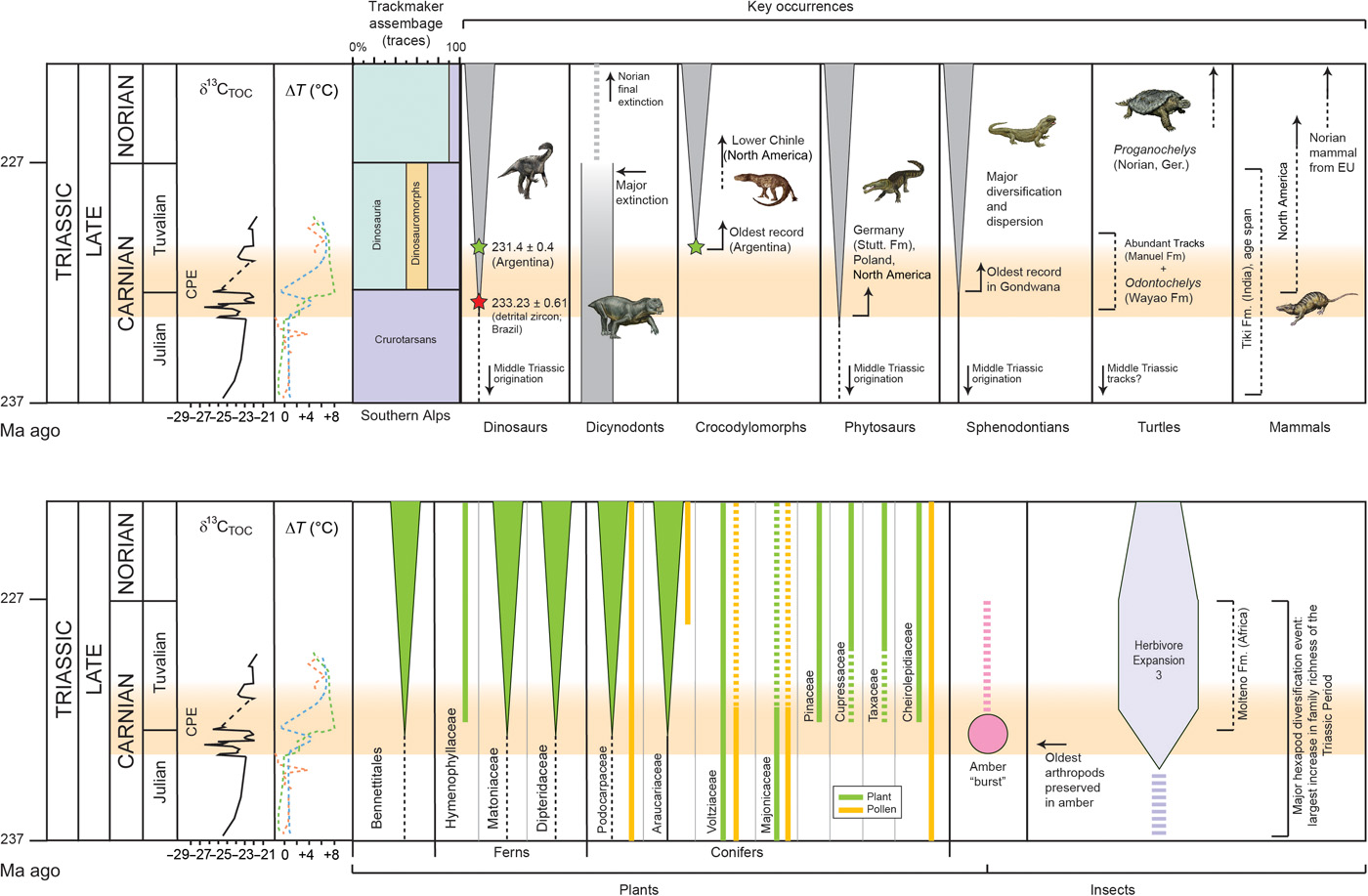
Algumas das principais mudanças biológicas
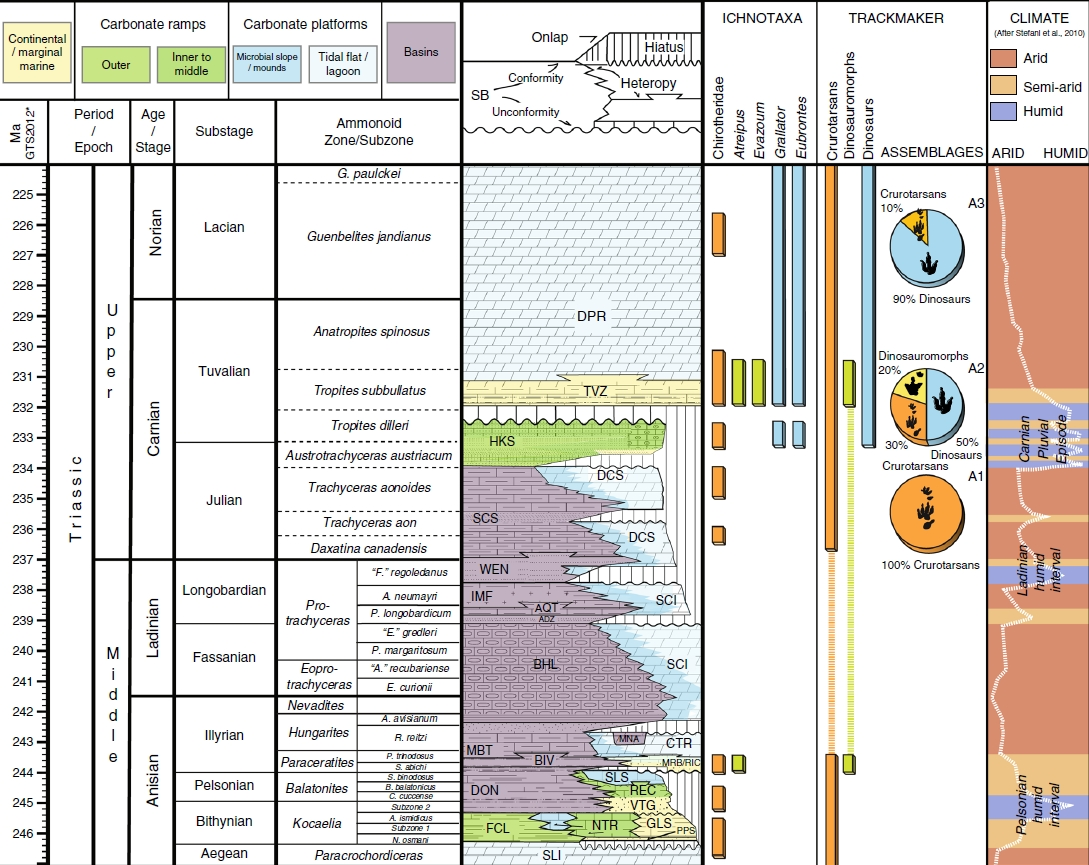
Diversificação de dinossauros

Conodontes, amonóides, crinóides, briozoários e algas verdes experimentaram altas taxas de extinção durante o CPE. Outros organismos irradiaram e se diversificaram durante o intervalo, como dinossauros, nanofósseis calcários, corais e coníferas.

### Dinossauros
Os fósseis mais antigos de dinossauros, descobertos na Formação Ischigualasto, na Argentina e na Formação Santa Maria, no Rio Grande do Sul, foram datado radiometricamente entre 230,3 e 231,4 milhões de anos e 233,2 milhões de anos atrás. Essas idades são muito semelhantes à idade mínima calculada para o CPE (≈230,9 milhões de anos atrás). Comparações de icnofósseis de vários tetrápodes de antes, durante e depois do CPE sugerem uma radiação explosiva de dinossauros devido à fase úmida do Carniano. No entanto, embora a diversidade, a taxa de diversificação e a disparidade de tamanho dos avemetatarsalianos aumentem durante o Carniano, esse aumento é mais rápido no Ladiniano e no Noriano, sugerindo que o CPE não foi uma influência principal na ascensão dos dinossauros.

### Outros tetrápodes
O CPE teve um impacto profundo na diversidade e na variedade de formas dos tetrápodes herbívoros. Um exemplo disso são os rincossauros, um grupo de répteis com mandíbulas fortes para cortar e triturar. As linhagens de rincossauros que eram comuns no Triássico Médio foram extintas, restando apenas os hiperedapodontíneos como representantes do grupo. Logo após o CPE, os hiperedapodontíneos eram amplamente difundidos e abundantes no mundo do final do Carniano, sugerindo que se beneficiaram das flutuações climáticas ou das mudanças na flora. No entanto, essa abundância não durou muito e eles também desapareceriam no início do Noriano. Ao limitar os rincossauros a um menor número de nichos, o CPE reduziu sua versatilidade e aumentou sua vulnerabilidade à extinção. Tendências semelhantes são observadas nos dicinodontes, embora esses tenham sobrevivido até bem mais tarde no Triássico. Por outro lado, herbívoros mais versáteis e generalistas, como os aetossauros e os dinossauros sauropodomorfos, se diversificaram após o CPE.

### Plantas
A mais antiga deposição generalizada de âmbar ocorreu durante o CPE. Gotas de âmbar do Carniano encontradas em paleossolos italianos são os depósitos de âmbar mais antigos conhecidos por preservar artrópodes e microrganismos. O âmbar não reapareceria no registro fóssil até o final do Jurássico, embora fosse preciso esperar até o início do Cretáceo para que o âmbar ocorresse em concentrações equivalentes ou superiores ao âmbar do Carniano.

### Vida marinha
Os primeiros calcificadores planctônicos surgiram logo após o CPE e podem ter sido dinocistos calcários, ou seja, cistos calcários de dinoflagelados.

## Possíveis causas

### Derrame de basalto de Wrangellia
A recente descoberta de uma mudança negativa proeminente no δ13C em n-alcanos de plantas superiores sugere uma injeção maciça de CO2 no sistema atmosfera-oceano no início do CPE. A idade radiométrica mínima do CPE (≈230,9 milhões de anos) é semelhante à idade dos basaltos da grande província ígnea de Wrangellia. No registro geológico, o vulcanismo de grandes províncias ígneas (LIP) é frequentemente correlacionado a episódios de grandes mudanças climáticas e extinções, que podem ser causadas pela poluição dos ecossistemas com a liberação massiva de gases vulcânicos, como CO2 e SO2. A liberação massiva de CO2 na atmosfera-oceano por Wrangellia pode explicar o aumento do suprimento de material siliciclástico em bacias, como observado durante o CPE. O aumento de CO2 na atmosfera poderia ter resultado em aquecimento global e consequente aceleração do ciclo hidrológico, intensificando fortemente o intemperismo continental. Além disso, se for rápido o suficiente, um aumento repentino dos níveis de pCO2 poderia ter resultado na acidificação da água do mar, com a consequente elevação da profundidade de compensação de carbonato (CCD) e uma crise na precipitação de carbonato (por exemplo, o desaparecimento das plataformas de carbonato no oeste de Tétis). Além disso, o aquecimento global causado pelo derrame de basalto provavelmente foi exacerbado pela liberação de clatratos de metano.

### Elevação durante a orogenia da Ciméria
Segundo uma hipótese alternativa, o episódio pluvial do Carniano foi uma perturbação climática regional, principalmente visível no oeste de Tétis, e relacionado à elevação de uma nova cadeia montanhosa, a orogenia Cimerian, que resultou do fechamento de um ramo norte de Tétis, a leste do atual continente europeu, estendendo-se até a Ásia Central.
A nova cadeia montanhosa estava se formando no lado sul de Laurasia e atuava como os Himalaias e a Ásia fazem hoje para o Oceano Índico, mantendo um forte gradiente de pressão entre o oceano e o continente, gerando assim uma monção. Os ventos de monção de verão eram então interceptados pela cadeia montanhosa Cimeriana, gerando fortes chuvas, o que explica a mudança para um clima úmido reconhecido nos sedimentos do oeste de Tétis.